# 伏魔殿
伏魔殿（ふくまでん）とは、中国の伝奇小説『水滸伝』に登場する建物、または英国の叙情詩『失楽園』に登場する都市の名前。悪魔がひそむ殿堂の意。また転じて陰謀や悪事などが絶えずたくらまれる場所を指す。

## 水滸伝

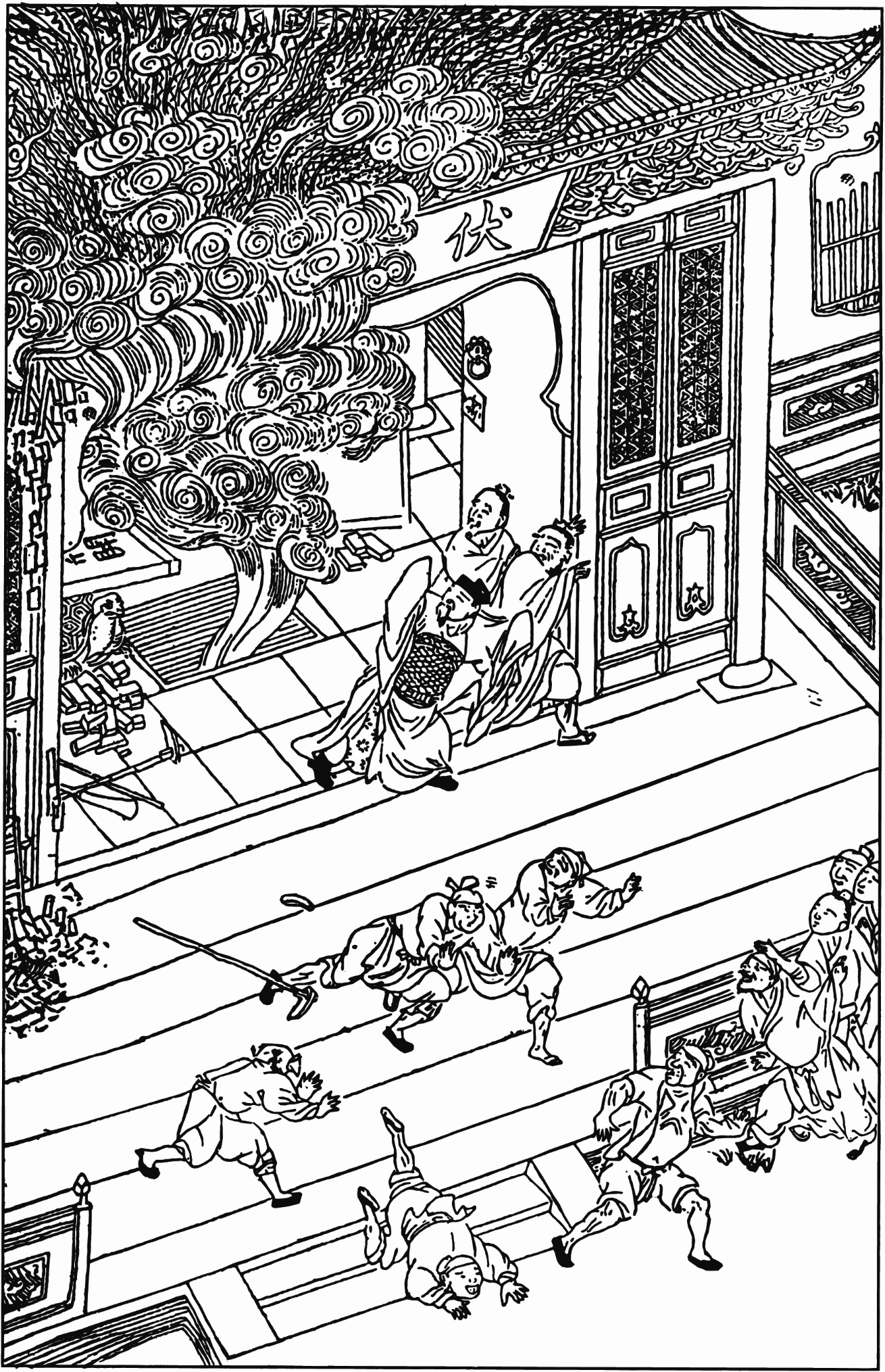
『水滸伝』伏魔殿挿絵

中国の伝奇小説『水滸伝』（施、15世紀頃）に登場する、魔王が封印された建物。
道教（天師道）の本山である竜虎山に大上清宮、三清殿、九天殿、紫微殿、北極殿などと共に建立されていた。唐の時代に道士・洞玄国師が竜虎山の地下に魔王を封じ込め、そこに伏魔殿が建てられた。周囲を赤い土塀で囲まれ、軒先には金文字で「伏魔之殿」と書かれた看板が掲げられていた。正面の扉には護符が何枚も張られ、銅で固められた錠前が付いていた。社殿の中には神代文字が彫られた高さ2メートルほどの石碑があり、背面には普通の文字で「遇洪而開」と記されていた。石碑の地中約1メートルには、3メートル四方もの巨大な一枚岩があり、その下は底なしの深い穴となっている。この穴の中に魔王が封じ込められていた。代々の天師により、決して開けてはならない場所として厳重に守られていたが、北宋時代に竜虎山を訪れた官僚洪進によって封印が暴かれ、魔王が世に放たれた。伏魔殿という建物は江西省貴渓市の大上清宮内に実際に存在するが、現在の建物は2000年に再建されたものである。

## 失楽園

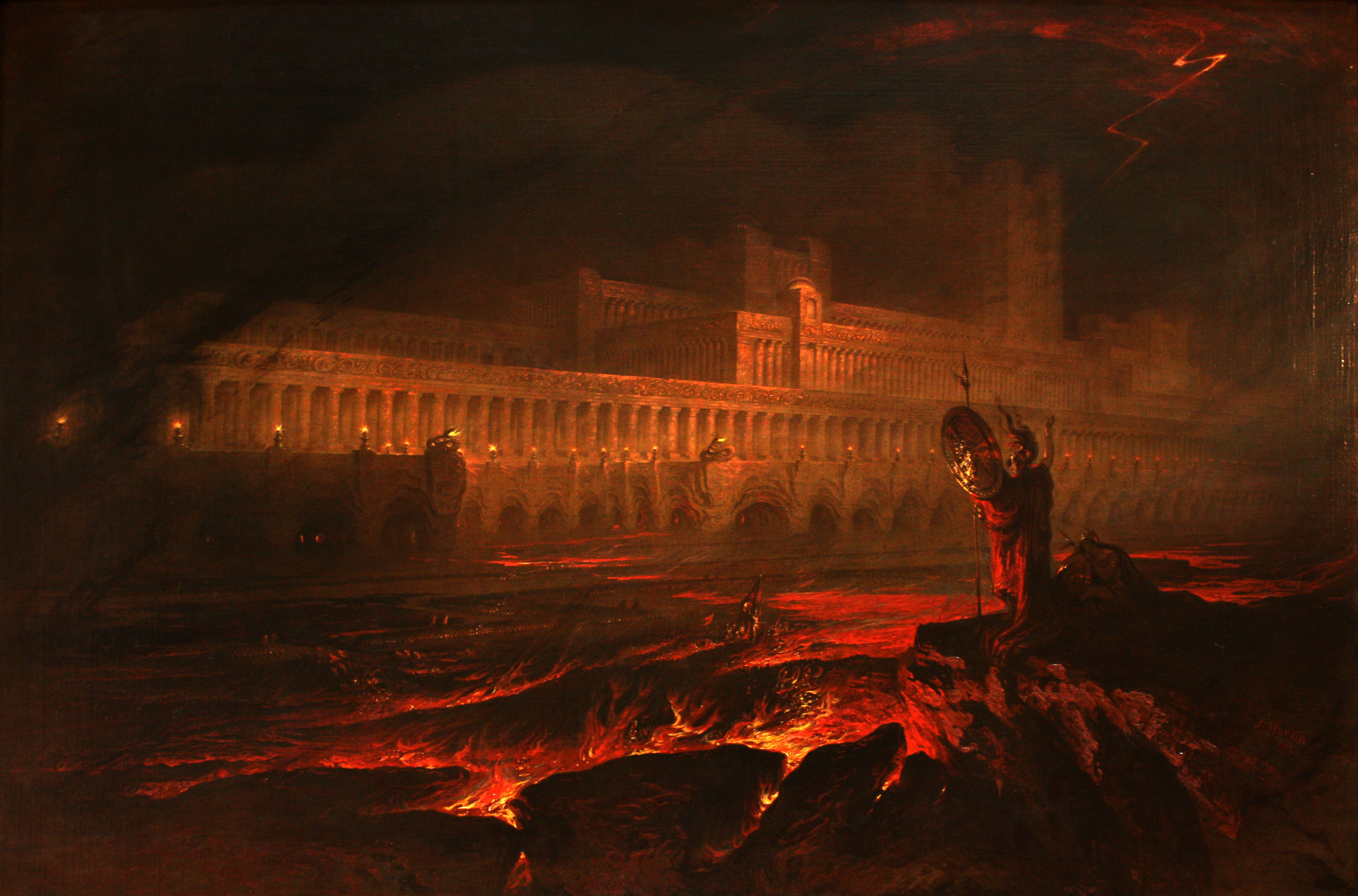
絵画『パンデモニウム』（マーティン、1825年頃）

英国の叙情詩『失楽園』（ミルトン、1667～1688年）に登場する、地獄の首都パンデモニウム（en:Pandemonium、ギリシア語: πανδαιμόνιον）の訳語。万魔殿とも訳出される。

## 派生的な意味
2001年（平成13年）5月11日、人事問題などで外務省と対立していた、当時の外務大臣田中眞紀子は、外務省内で何が行われているか分からないという意味で「外務省側は大変な、余り言葉がよろしくないが、伏魔殿のようなところ」と記者会見で発言し、話題となった。
2016年（平成28年）9月15日、東京都の豊洲市場問題について、取材に応じた元東京都知事の石原慎太郎は「東京都は伏魔殿だね」と発言した。